# Motel (film)
Pour les articles homonymes, voir Motel (homonymie).
Pour plus de détails, voir Fiche technique et Distribution.
Motel (Vacancy) est un film thriller-horreur réalisé par Nimród Antal et sorti en 2007. Kate Beckinsale et Luke Wilson y interprètent un couple en crise confronté à l'inquiétant tenancier du motel, joué par Frank Whaley.

## Synopsis
Le couple Fox, David et Amy, traumatisés par la mort tragique de leur fils unique, sont au bord du divorce. Une nuit, alors qu'ils sont sur le chemin du retour à la suite d'une réunion familiale, leur voiture tombe en panne, les forçant à s'arrêter pour passer la nuit dans un motel isolé. Progressivement, le couple devient de plus en plus méfiant à l'égard des lieux, le motel étant manifestement assez mal tenu. Dans leur chambre, David et Amy découvrent une série de cassettes VHS exhibant d'horribles meurtres toujours commis dans la même chambre, dans ce qui semble être des films d'horreur amateurs. Alors que d'étranges cris et coups frappés à leur porte se font entendre, le couple réalise avec effroi qu'ils sont observés par des caméras dissimulées et que la chambre apparaissant sur les vidéos n'est autre que la leur.

## Fiche technique
- Titre : Motel
- Titre original : Vacancy
- Réalisation : Nimrod Antal
- Scénario : Mark L. Smith
- Producteur : Hal Lieberman
- Producteurs exécutifs : Stacy Cramer, Glenn S. Gainor et Brian Paschal
- Musique : Paul Haslinger
- Directeur de la photographie : Andrzej Sekula
- Montage : Armen Minasian
- Distribution des rôles : Lindsey Hayes Kroeger et David Rapaport
- Création des décors : Jon Gary Steele
- Direction artistique : Chris Cornwell
- Création des costumes : Maya Lieberman
- Sociétés de distribution :  Screen Gems - Sony Pictures (UK)
- Langue : anglais
- Pays :  États-Unis
- Genre : Thriller-horreur
- Durée : 85 minutes
- Dates de sortie en salles :  20 avril 2007 •  1er août 2007
- Public :  Interdit en salles aux moins de 12 ans •  : R

## Distribution
- Luke Wilson (VF : Philippe Valmont) : David Fox
- Kate Beckinsale (VF : Laura Blanc) : Amy Fox
- Frank Whaley (VF : Christian Visine)  : Mason
- Ethan Embry (VF : Axel Kiener) : le mécanicien
- Scott G. Anderson : l'un des tueurs
- Mark Casella : le routier
- David Doty : le policier
- Andrew Fiscella : Steven R.
- Dale Waddington : Brenda B.
- Norm Compton, Caryn Mower, Meegan Godfrey, Kym Stys, Ernest Misko, Bryan Ross, Chevon Hicks et Chuck Lamb : les victimes des snuff movies
- Cary Wayne Moore : Snuff Guy #4
- Richie Varga : Snuff Guy #3

Source et légende : Version française (VF) sur AlloDoublage

## Autour du film
- Deux décors de motel, grandeur nature, ont été nécessaires à la réalisation du film : un en studio pour les scènes de nuit, un autre en extérieur pour les scènes de jour.
- Sarah Jessica Parker fut pressentie pour incarner Amy Fox, mais s'est désistée au profit de Kate Beckinsale[2],[3].
- Plus connu pour ses rôles dans des comédies (La Revanche d'une blonde, Retour à la fac, Ma super ex), Luke Wilson change complètement de registre pour Motel. De plus, il dit que ce film est « le plus physique » qu'il a pu faire[3].
- Le film a fait l'objet d'une suite, ou plutôt un préquel intitulé Motel 2 (Vacancy 2: The First Cut), sorti en direct-to-video en 2009.
- Ce n'est pas la première fois que Paul Haslinger a composé la bande originale d'un film dans lequel Kate Beckinsale tenait le rôle principal : en 2003, Haslinger a composé la musique d'Underworld, dans lequel Beckinsale incarnait le rôle principal de Selene.

## Réception
Motel a obtenu des critiques mitigées, malgré des commentaires favorables, obtenant un pourcentage de 55 % sur le site Rotten Tomatoes et une moyenne de 54⁄100 sur le site Metacritic et fait des résultats au box-office assez décevants : 
- États-Unis : 19 363 565 $ [6]
- France : 99 973 entrées [7] (3 sem.)
- Mondial : 35 300 645 $ [6]

## Vidéographie
- Motel - DVD Zone 2 édité par Sony Pictures Entertainment le 6 février 2008[8].